# Azazia consueta
Azazia consueta là một loài bướm đêm trong họ Noctuidae.